# GMDSS
Zasugerowano, aby zintegrować ten artykuł z artykułem SRC (dyskusja). Nie opisano powodu propozycji integracji.
GMDSS (ang. Global Maritime Distress and Safety System – Światowy Morski System Łączności Alarmowej i Bezpieczeństwa) – zbiór procedur bezpieczeństwa, wyposażenia oraz środków łączności radiowej i satelitarnej przewidziany do zapewnienia bezpieczeństwa żeglugi i umożliwienia szybkiego, skutecznego alarmowania o wypadkach na morzu, przesyłania informacji ważnych dla bezpieczeństwa statków oraz zapewnienia łączności w czasie akcji poszukiwawczo–ratowniczych.

## Elementy składowe systemu GMDSS
Podstawowym zadaniem systemu jest łączność w niebezpieczeństwie i alarmowanie (distress). Pozostałe funkcje to łączność dla zapewnienia bezpieczeństwa żeglugi oraz rutynowa. GMDSS składa się z kilku podsystemów, spełniających różne funkcje, często dublujące się.

### Cyfrowe wywołanie selektywne (DSC)
Cyfrowe wywołanie selektywne (ang. Digital Selective Calling, DSC) to działający w paśmie fal radiowych VHF i MF/HF system służący do inicjalizacji łączności pomiędzy jednostką pływającą a stacją brzegową, pomiędzy stacją brzegową a jednostką pływającą oraz pomiędzy dwoma jednostkami pływającymi.

### System radiopław awaryjnych
System Cospas-Sarsat jest satelitarnym systemem zapewnienia łączności w niebezpieczeństwie oraz lokalizacji jednostek będących w niebezpieczeństwie. System korzysta z satelitów oraz stacji naziemnych, a pracuje na częstotliwościach 406 i 121,5 MHz (częstotliwość 121,5 MHz została wycofana w 2009). System Cospas-Sarsat zaczął powstawać po podpisaniu porozumienia o wzajemnym zrozumieniu pomiędzy Związkiem Radzieckim, USA, Kanadą i Francją w roku 1979, a działanie systemu ogłoszono w roku 1985.
Obecnie system Cospas-Sarsat wykorzystuje się głównie do lokalizacji radiopław awaryjnych EPIRB (ang. Emergency Position-Indicating Radio Beacon), których posiadanie jest obowiązkiem każdej jednostki pływającej spełniającej założenia systemu GMDSS.

### Systemy satelitarne
System Inmarsat to system łączności satelitarnej, którego operatorem jest firma o identycznej nazwie. Siedziba firmy Inmarsat znajduje się w Londynie, zaś jej przedstawicielstwa w Dubaju, Singapurze, Fairband (Indie), Miami i Waszyngtonie.
System Inmarsat oferuje wiele rozwiązań, zarówno wąsko- jak i szerokopasmowych, przy czym nie wszystkie z nich są kompatybilne z wymaganiami GMDSS. Dla zastosowań w żeglarstwie prawdopodobnie najbardziej korzystnym jest system Inmarsat-C, który umożliwia przesyłanie wiadomości w postaci cyfrowej, w tym priorytetowych wiadomości w niebezpieczeństwie. Częścią składowa tego systemu jest usługa Inmarsat-C SafetyNET, która umożliwia odbiór informacji bezpieczeństwa, takich jak ostrzeżenia meteorologiczne, informacje o zalodzeniu szlaków itp. Chociaż obejmuje większość powierzchni Ziemi, zasięg systemu Inmarsat nie jest globalny. Ponieważ opiera się na czterech satelitach geostacjonarnych umieszczonych nad równikiem, to nie obejmuje swym zasięgiem tych części kuli ziemskiej, które znajdują się na południe od 70°S i na północ od 70°N równoleżników siatki kartograficznej.

### Awaryjne transpondery radarowe – SART
Awaryjny transponder radarowy (ang. search and rescue transponder)  to urządzenia pomagające w radarowej lokalizacji jednostki znajdującej się w niebezpieczeństwie. Wykryty przez pracujący w paśmie 3 cm radar jednostki poszukującej wyświetla na ekranie jej radaru sygnał w postaci linii składającej się z 12 kropek (punktów). Transponder sygnałem wzrokowym i dźwiękowym informuje osobę poszukiwaną o wykryciu transpondera przez radar.

### System Navtex
System Navtex służy do przesyłania ostrzeżeń nawigacyjnych i pogodowych.

### System łączności głosowej
System radiowej łączności głosowej obejmuje komunikację głosową na falach UKF, krótkich i średnich.

## Podział wód na obszary
Podział wód na obszary GMDSS:
- obszar A1 – obszar pozostający w zasięgu co najmniej jednej stacji brzegowej VHF, gdzie możliwe jest ciągłe alarmowanie za pomocą DSC (kanał 70 VHF – 156,525 MHz)
- obszar A2 – obszar pozostający w zasięgu co najmniej jednej stacji brzegowej MF, gdzie możliwe jest ciągłe alarmowanie za pomocą DSC (2187,5 kHz) z wyłączeniem obszaru A1
- obszar A3 – obszar z wyłączeniem A1 i A2, który jest pokryty przez system satelitów geostacjonarnych Inmarsat, gdzie możliwe jest ciągłe alarmowanie w niebezpieczeństwie, zasięg systemu rozciąga się w przybliżeniu od 70°N do 70°S
- obszar A4 – obszar z wyłączeniem A1, A2 i A3, możliwa łączność w niebezpieczeństwie RTF HF, DSC HF, NBDP HF w paśmie częstotliwości 4, 6, 8, 12 i 16 MHz

## Kategorie komunikatów w systemie GMDSS
Na potrzeby systemu, informacje, przekazywane za jego pośrednictwem podzielono na cztery kategorie według ich ważności:
- P = 0 – łączność rutynowa "Routine" (np. rozmowy prywatne członków załogi), brak sygnału słownego,
- P = 1 – bezpieczeństwo "Safety" (np. ostrzeżenia nawigacyjne i pogodowe), słowny sygnał ostrzegawczy "Securite",
- P = 2 – pilność "Urgency" (np. pomoc medyczna, awaria bez bezpośredniego zagrożenia życia), słowny sygnał alarmowy "Pan Pan",
- P = 3 – niebezpieczeństwo "Distress" (związane z bezpośrednim zagrożeniem życia), słowny sygnał alarmowy "Mayday".

Oprócz wyposażenia statków, do systemu wchodzą odpowiednio wyposażone stacje brzegowe, które mogą przekazać uzyskane bezpośrednio lub pośrednio od zagrożonych jednostek informacje do Centrów Koordynacji Ratownictwa, a także kapitanaty portów, stacje pogodowe i inne.

## Uprawnienia do obsługi urządzeń GMDSS
Aby uzyskać uprawnienia do obsługi systemu GMDSS, trzeba spełnić szereg wymogów m.in. zdać odpowiedni egzamin.
Urząd Komunikacji Elektronicznej wydaje certyfikaty uprawnień:
- świadectwo operatora VHF
- świadectwo operatora krótkiego zasięgu SRC
- świadectwo operatora dalekiego zasięgu LRC
- świadectwo operatora IWC
- świadectwa GOC, ROC, CSO